# Massimiliano Cappioli
Massimiliano Cappioli est un footballeur italien né le 17 janvier 1968 à Rome en Italie qui évoluait au poste de milieu offensif.

## Biographie

### En club
Passé par les équipes de jeunes de la Roma et celles du Cagliari Calcio, Cappioli joue avec les sardes de la Serie C1 - qu'il a remporté - à la Serie A, entraîné par Claudio Ranieri. Avec Cagliari, il contribue à la participation du club en Coupe de l'UEFA, avant de repartir à Rome pour 5 milliards de lires. En 1994, il marque le deuxième but dans le 3-0 du derby romain : profitant d'une passe de Francesco Moriero, il glisse la balle sous la transversale.
Après être passé en décembre 1996 à l'Udinese, où il ne reste qu'un an, il va à Bologne. L'année suivante, il arrive à Pérouse et en 2000 à l'US Palerme. Cappioli dispute avec la rosanero deux saisons pimentées de dix-sept buts et d'une montée en Serie B, avant de terminer sa carrière professionnelle à Tarente.

### En sélection
En 1994, il entre en jeu à la 64e minute d'un match amical opposant la Squadra Azzurra à la France.

## Palmarès
- Cagliari Calcio
  - Champion de Serie C1 en 1989

- Bologne FC 1909
  - Vainqueur de la Coupe Intertoto en 1998

- US Palerme
  - Champion de Serie C1 en 2001